# Taksimo
Taksimó (en ruso: Таксимо́) es una localidad ubicada en el noroeste de la república de Buriatia, Rusia —cerca de las fronteras con el óblast de Irkutsk y el krai de Zabaikalie. Su población era de 9400 habitantes en el año 2010.

## Historia

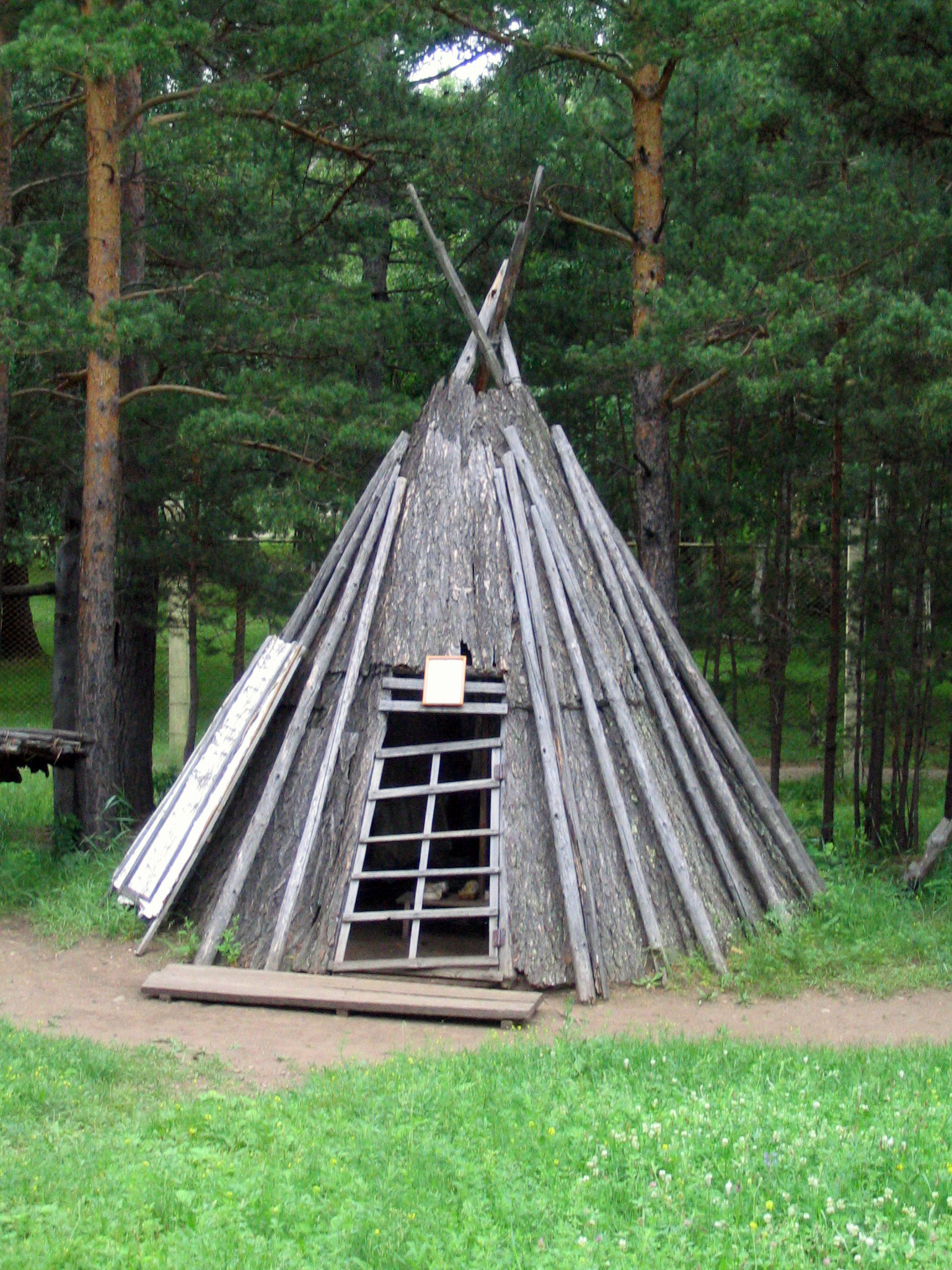
Tienda de campaña típica de la etnia evenki, museo de Ulán-Udé

Habitantes del pueblo buriato empezaron a poblar el área en la década de 1860 aunque miembros de la etnia evenki ya vivían en la zona. Con la creación del ferrocarril Baikal-Amur la población creció y Taksimó obtuvo el estatus o categoría de asentamiento urbanístico en 1989.